# John Copeland
John Anthony Copeland (Lanett, 20 settembre 1970) è un ex giocatore di football americano statunitense che ha giocato nel ruolo di defensive end nella National Football League (NFL).

## Biografia
Dopo avere giocato a football al college a Alabama dove vinse un campionato NCAA, Copeland fu scelto come quinto assoluto nel Draft NFL 1993 dai Cincinnati Bengals. Vi giocò per tutta la carriera fino al 2000 disputando 107 partite con un primato personale di 9 sack nel 1995.

## Palmarès
- Campione NCAA: 1

Alabama Crimson Tide: 1992
- All-American - 1992
- PFWA All-Rookie Team - 1993

## Statistiche
| Partite             | 107 |
| Partite da titolare | 102 |
| Tackle              | 324 |
| sack                | 24  |
| intercetti          | 3   |
| Fumble forzati      | 9   |